# Super Collider (Album)
Super Collider (englisch für „Super-Teilchenbeschleuniger“) ist das 14. Studioalbum der US-amerikanischen Thrash-Metal-Band Megadeth.

## Entstehung
Nachdem Anfang 2012 die Gerüchte kursierten, dass das 2011 veröffentlichte Album Th1rt3en das letzte Megadeth-Album sei, versicherte Mustaine via Twitter, dass es mindestens noch ein weiteres Album geben würde. Bereits am 14. Juni wurde bekanntgegeben, dass die Band an einem neuen Album arbeiten würde. Über die musikalische Ausrichtung war die Band sich zu diesem Zeitpunkt jedoch noch nicht einig. Am 1. Februar ließ man verlauten, dass das Album abgemischt werde. Kurz darauf stellte die Band Videos auf ihren YouTube-Kanal, welcher Einblicke in die Arbeiten im Studio zeigt. Wenig später wurde der Titel bekannt gegeben. Im April lag die komplette Trackliste vor. Das Cover konnte auf der Website von Megadeth als „Albumcover-Memory“ aufgedeckt werden. Zudem gab es dort einen Ausschnitt des Liedes Don’t Turn Your Back… Am 23. April wurde mit dem Titeltrack die erste Single veröffentlicht. Ein dazugehöriges Musikvideo wurde am 11. Mai abgedreht. Am 18. Mai veröffentlichte die Band mit Kingmaker einen weiteren Song, der ebenfalls als Single ausgekoppelt werden soll.
Das Album wurde wie der Vorgänger von Johnny K produziert. Während die letzten drei Studioalben über Roadrunner Records veröffentlicht wurden, zog es Mustaine diesmal vor, das Album über sein selbst gegründetes Label Tradecraft in Kooperation mit Universal Music zu vermarkten.

## Gastmusiker
Nennenswerte Gastbeiträge waren die Kollaboration mit Disturbed-Sänger David Draiman auf Dance in the Rain und auf A House Divided spielt Bob Findley, der bereits auf The World Needs a Hero auf dem Instrumentalstück Silent Scorn zu hören war, Trompete. Mustaines Tochter Electra singt im Hintergrund bei Forget To Remember und Beginning of Sorrow mit. Weitere Gastmusiker sind:
- Yao Zhao: Cello auf Dance in the Rain
- Tom Cunningham: Geige auf The Blackest Crow und Violine auf Dance in the Rain
- Brian Costello, Sean Costello und Mary Kate Peterson von der „The Shannon Rovers Irish Pipe Band“: Dudelsäcke auf Built For War
- Sarah Phelps: Hintergrundgesang auf Beginning of Sorrow
- Willie Gee: Gastsprecher auf The Blackest Crow

## Covergestaltung
Das Cover zeigt die Innenansicht des Teilchendetektors Compact Muon Solenoid. Die Variante der Deluxe-Edition ist in 3D. Das Maskottchen Vic Rattlehead, welches auf bisher acht der 14 Studioalben zu sehen war, ist deshalb nicht wie beim Vorgänger auf dem Deckblatt, sondern nur im Booklet und auf der Rückseite der Albumhülle zu sehen. Das Artwork wurde von John Lorenzi und Dave Mustaine entworfen.

## Titelliste
Die Standardversion enthält elf Lieder und ist damit um zwei Lieder kürzer als das Vorgängeralbum. Spezielle Versionen des Albums enthalten jedoch zwei zusätzliche Lieder und teilweise Live-Aufnahmen von bereits bekannten Stücken. So enthält die japanische Edition einen Live-Mitschnitt von Countdown to Extinction und die Best-Buy-Version des Albums eine Live-Aufnahme von Symphony of Destruction. Zudem war es das erste Mal seit So Far, So Good… So What! (1988), dass die Band eine Coverversion (Cold Sweat von Thin Lizzy) für ein Studioalbum aufnahm. Auch ist es das erste Mal seit langem, dass das Album in der gleichen Besetzung wie der Vorgänger aufgenommen wurde. Zuletzt geschah dies in der erfolgreichsten Megadeth-Konstellation, die von 1990 bis 1998 anhielt und neben Mustaine und Ellefson aus Marty Friedman (Gitarre) und Nick Menza (Schlagzeug) bestand, in der die Alben Rust in Peace, Countdown to Extinction, Youthanasia und Cryptic Writings zustande kamen.
| #  | Titel                   | Länge | Bemerkung                                              | Songwriter                                                  |
| -- | ----------------------- | ----- | ------------------------------------------------------ | ----------------------------------------------------------- |
| 1  | Kingmaker               | 4:16  |                                                        | Text: Mustaine, Musik: Mustaine/Ellefson                    |
| 2  | Super Collider          | 4:12  | Erste Single                                           | Text und Musik: Mustaine                                    |
| 3  | Burn!                   | 4:11  |                                                        | Text und Musik: Mustaine                                    |
| 4  | Built for War           | 3:57  |                                                        | Text: Mustaine, Musik: Drover/Broderick/Mustaine            |
| 5  | Off the Edge            | 4:12  |                                                        | Text und Musik: Mustaine                                    |
| 6  | Dance in the Rain       | 4:45  | feat. David Draiman                                    | Text und Musik: Mustaine                                    |
| 7  | Beginning of Sorrow     | 3:51  |                                                        | Text: Mustaine/Ellefson, Musik: Broderick/Mustaine/Ellefson |
| 8  | The Blackest Crow       | 4:27  |                                                        | Text und Musik: Mustaine                                    |
| 9  | Forget to Remember      | 4:28  |                                                        | Text und Musik: Mustaine                                    |
| 10 | Don’t Turn Your Back... | 3:47  |                                                        | Text und Musik: Mustaine                                    |
| 11 | Cold Sweat              | 3:10  | Thin-Lizzy-Cover                                       | Text und Musik: Lynott/Sykes                                |
| 12 | All I Want              | 2:54  | Nur Deluxe Edition, Japan Edition und Best Buy Edition | Text und Musik: Mustaine                                    |
| 13 | A House Divided         | 4:05  | Nur Deluxe Edition, Japan Edition und Best Buy Edition | Text: Johnny K / Mustaine, Musik: Mustaine                  |

## Rezeption
Das Album wurde gemischt aufgenommen. Bereits die Vorab-Single des Albums, der Titeltrack Super Collider, wurde von Fans teilweise heftig kritisiert. In dem E-Zine MetalSucks wurde das Stück als der schlechteste Song seit dem von vielen als das schwächste Megadeth-Album angesehene
Risk (1999) bezeichnet.
Auf Laut.de vergab der Autor Olaf Schmidt lediglich zwei von fünf möglichen Sternen. Für ihn sei es „das uninteressanteste Megadeth-Album überhaupt“. Super Collider würde „langweilig und lasch“ erscheinen, da sich alle Lieder „gefühlt“ im gleichen Tempo bewegen würden. Einzig überzeugend äußerte er sich über Dance in the Rain und die Kollaboration mit Disturbed-Sänger David Draiman.
Holger Stratmann von Rock Hard ist der Ansicht, dass man Mustaine, der durch politische Äußerungen und seltsame Live-Ansagen mehrere Negativ-Schlagzeilen machte, einiges verziehen hätte, „wenn er diese Masche [Der aus seiner sicht überragende opener Kingmaker] über das ganze Album durchgehalten hätte, doch der Traum von einem Album, das auf Augenhöhe mit den MEGADETH-Klassikern mitspielen kann, löst sich überraschend schnell in Luft auf.“ Vor allem textlich bemängelte er, dass Reime wie „fire“ und „desire“ heutzutage jeder Nachwuchsband „als Peinlichkeit um die Ohren“ gehauen würden. Das Album wirke allerdings auch musikalisch uninspiriert und so vergab Stratmann sieben von zehn möglichen Punkten.
Auf Metal1.Info äußerte Christoph Emmrich, dass die Band „nicht unbedingt prädestiniert für musikalische Experimente“ sei, wie in Stücken wie Burn! deutlich gemacht wird, auch wenn der Einsatz von Bajos und Streichern durchaus funktionieren könnte. „Hier zeigen die Herren was sie an ihren Instrumenten können und es ist eine wahre Freude – das Ganze aber eben unter Rückbesinnung auf ihren rauen Ursprung. Allerdings passiert eben das zu selten auf ‚Super Collider‘.“ Die Wertung lag bei 6.5 von zehn Punkten.
Auf Powermetal.de bezeichnete Autor Marcel Rapp Super Collider als zweischneidiges Schwert: „zu Beginn noch etwas befremdlich, öffnen die Melodien und Gitarrenläufe mit der Zeit doch ihre Arme und einige, tolle Momente sprießen hinaus. Enttäuscht ist man hinsichtlich mancher Göttergaben im Backkatalog dennoch ein wenig. Es fehlen diese gewissen Rausschmeißer, diese Dosenöffner, diese Köder, mit denen es MEGADETH seit ‚Killing Is My Business‘ geschafft hat, die Fanscharr in hoher Anzahl an Land zu ziehen. Sicherlich veröffentlichte Mustaine schon schlechtere Ware, doch gibt es auf der anderen Seite zahlreiche Alben, die deutlicher zündeten. So erhoffe ich mir für den Nachfolger die Rückbesinnung zu alten, raueren und schnelleren Gangarten. So habe ich es bei „Super Collider“ mit seinem hochprozentigen Melodieanteil doch schwer, den Zugang zu finden und es auf einer Stufe mit „Endgame“ und „Th1rt3en“ zu stellen.“ Er vergab 7.5 von zehn möglichen Punkten.
Anzo Sadoni sprach im Metal Hammer sogar von keinem richtigen Metal Album: „Hier trifft man 85 Prozent Midtempo, dazu ein Gitarren-Sound, der nur mit Wohlwollen noch als mittelmäßig durchgeht (die Soli sind besser abgemischt), und über allem thront der Nervfaktor de luxe: Mustaines Stimme. Gut, geknurrt hat er schon immer, aber letztendlich war das stets noch so etwas wie „Gesang“.Wenn er jetzt aber zum lahmarschigen Sprechgesang ansetzt, muss auch der letzte Unterstützer einsehen, dass hier „der Käs’ gesse isch“. Lahme Songs, lahmer Sound und weichgespülte Visionslosigkeit kulminieren in einer unvollendeten, diffusen Kompositionshilflosigkeit.“ Er vergab lediglich drei von sieben möglichen Punkten.
Redaktionskollege Matthias Weckmann vergab zwei Punkte mehr. Im Jahr 2013 könne man Mustaine kein „Scheuklappendenken“ vorwerfen, da vor allem Dance in the Rain und Forget to Remember „eine sehr interessante, weil melancholisch-aggressive Klangfarbe, wie man sie von den Midtempo-Songs der Mittneunziger-Alben her kennt.“ Auch die thrashigen Momente des Albums würden im Endeffekt besonders „giftig“ wirken. Zwar fehlen ein, zwei Hits, jedoch sei es „mit Sicherheit eines der stilistisch vielseitigsten und daher auch unterhaltsamsten Alben der reichen Megadeth-Diskografie.“

## Chartplatzierungen
Das Album platzierte sich ähnlich bzw. besser in den Charts als der Vorgänger. In Deutschland platzierte sich Super Collider auf Platz 24 und war damit um eine Position besser platziert als der Vorgänger Th1rt3en. In Österreich erreichte das Album Platz 26 (Vorgänger Platz 28) und in der Schweiz auf Platz 21 (Vorgänger auf Platz 23). In Großbritannien erreichte es mit Rang 22 den besten Charteinstieg seit Youthanasia (Platz 6). In den USA stieg das Album bis auf Rang sechs, womit es sich nicht nur um die höchste Platzierung seit Youthanasia handelt, sondern auch um die drittbeste Platzierung mit einem Album in den Billboard 200 überhaupt.

| Jahr | Titel          | Höchstplatzierung, Gesamtwochen, AuszeichnungChartplatzierungen (Jahr, Titel, Platzierungen, Wochen, Auszeichnungen, Anmerkungen) | Höchstplatzierung, Gesamtwochen, AuszeichnungChartplatzierungen (Jahr, Titel, Platzierungen, Wochen, Auszeichnungen, Anmerkungen) | Höchstplatzierung, Gesamtwochen, AuszeichnungChartplatzierungen (Jahr, Titel, Platzierungen, Wochen, Auszeichnungen, Anmerkungen) | Höchstplatzierung, Gesamtwochen, AuszeichnungChartplatzierungen (Jahr, Titel, Platzierungen, Wochen, Auszeichnungen, Anmerkungen) | Höchstplatzierung, Gesamtwochen, AuszeichnungChartplatzierungen (Jahr, Titel, Platzierungen, Wochen, Auszeichnungen, Anmerkungen) | Anmerkungen |
| Jahr | Titel          | DE | AT | CH | UK | US | Anmerkungen |
| ---- | -------------- | --- | --- | --- | --- | --- | ----------- |
| 2013 | Super Collider | DE24 (2 Wo.)DE | AT26 (2 Wo.)AT | CH21 (3 Wo.)CH | UK22 (1 Wo.)UK | US6 (6 Wo.)US |             |